# TSG Entertainment
A TSG Entertainment Finance LLC é uma entidade de financiamento de filmes que financia principalmente filmes de ação não digital. Seu logotipo é uma representação de um homem atirando com um Arco uma flecha através de várias cabeças vazadas de machado, semelhantes ao feito por Odisseu na historia Odisseia de Homero. TSG faz parte do conglomerado empresarial "The Seelig Group", que é o significado da sigla.
A TSG foi criada após o lançamento nos EUA do filme Uma Família em Apuros para substituir a Dune Entertainment como resultado da Dune não ter renovado o acordo com a 20th Century Fox. A Fox estava procurando um novo acordo de co-financiamento de longo prazo e fez um acordo com a TSG Entertainment. A entidade financiadora foi fundada pelo antigo parceiro da Dune, Chip Seelig, com financiamento maioritário da Magnetar Capital, com financiamento adicional da Seelig e outros. Seelig havia deixado Dune em maio de 2011 para lançar uma nova empresa de financiamento. A TSG também estava procurando algum financiamento de dívida (aproximadamente de US $ 300 a US $ 400 milhões) dos bancos neste momento. Em novembro de 2015, o Bona Film Group, um estúdio de cinema chinês, investiu US $ 235 milhões na TSG.

## Filmes e Séries

### 2013
- A Vida Secreta de Walter Mitty
- A Menina que Roubava Livros
- Reclamação de bagagem
- O Conselheiro do Crime
- Black Nativity - Uma Jornada Inesquecível
- As Bem Armadas
- Wolverine
- Duro de Matar:Um bom dia para morrer
- A Procura do Amor
- Percy Jackson: Mar de Monstros
- O Verão da Minha Vida
- O estágio
- Trance [4]

### 2014
- Belle
- A queda
- Selvagem
- Vamos ser policiais
- Devil's Due
- Mulheres ao Ataque
- Planeta dos Macacos: O Confronto
- A culpa é das estrelas
- X-men: Dias de um futuro esquecido
- Noite no Museu: Segredo do Túmulo
- Garota Exemplar
- Birdman ou (A Inesperada Virtude da Ignorância)
- O Grande Hotel Budapest
- Êxodo: Deuses e Reis [4]
- Kingsman: Serviço Secreto [4]

### 2015
- Longe deste insensato mundo
- Alvin e os esquilos: na estrada
- Ponte de espiões
- O segundo melhor Hotel Marigold Exótico
- A Longa Jornada
- Demolição
- Joy: O Nome do Sucesso [4]
- Perdido em Marte [2]
- Quarteto Fantástico (2015)
- A Espiã Que Sabia de Menos
- Hitman: Agente 47
- Cidades de papel
- Maze Runner: The Scorch Trials

### 2016
- O outro lado da porta
- Deadpool [4]
- X-Men: Apocalipse [2]
- Dia da Independência: Ressurgimento [2]
- O Lar das Crianças Peculiares [2]
- Estrelas Além do Tempo
- Absolutamente fabuloso: o filme [4]

### 2017
- Logan [5]
- Diário de um Banana: Caindo na Estrada[6]
- Alien: Covernant [7]
- Planeta dos Macacos: A Guerra [2]
- O maior showman
- Minha prima Rachel [8]
- Bolo de Patti $ [9]

### 2018
- Corredor do Labirinto: A Cura da Mortal [10]
- Com Amor, Aimon
- Deadpool 2 [11]
- As Mentes Negras [12]
- O Predador [13]

### 2019
- O Garoto Que Seria o Rei [14]
- Fênix Negra [15]

### 2020
- Os Novos Mutantes [16]

### Televisão
- Diário de um Banana: A série Animada